# Armorial des barons militaires de l'Empire (A-B)
Pour un article plus général, voir Armorial des barons de l'Empire.
Cet article présente et décrit les armoiries des barons militaires sous le Premier Empire de A à B.
- Armorial des barons militaires de l'Empire (C-E)
- Armorial des barons militaires de l'Empire (F-Z)

## A

### Aa à Al
| Figure | Nom du baron et blasonnement |
| ------ | --- |
|        | Louis Jean Nicolas Abbé (28 août 1764 - Trépail † 9 avril 1834 - Châlons-sur-Marne), général de brigade (1er mars 1807), général de division (31 juillet 1811), baron de l'Empire (30 octobre 1810), légionnaire (1er novembre 1803), puis officier (14 juin 1804), puis commandant de la Légion d'honneur (23 octobre 1808), chevalier de l’ordre royal et militaire de Saint-Louis (19 juillet 1814), Écartelé : au 1, d'or, à une tête de Maure de sable, tortillée d'argent ; au 2, des Barons militaires de l'Empire ; au 3, de gueules, au château d'argent, flanqué de deux tours du même ; au 4, d'or, à la licorne furieuse de sable., |
|        | Pierre-Sulpice Abert (né le 20 juin 1758 à Noisy-le-Grand), capitaine au 1er carabiniers, baron de l'Empire (lettres patentes du 29 août 1810, donataire (4 000 francs de revenus) sur le Hanovre), titulaire de la Légion d'honneur, Coupé : au 1er parti, d’or à trois fers de cheval de sable, cloutés du champ et du quartier des Barons militaires de l'Empire ; au 2e, d’azur au cheval galopant d’argent, bridé de sable, sellé et caparaçonné d’azur, soutenu de sinople. |
|        | Augustin Marie d'Aboville (21 avril 1776 - La Fère ✝ 19 janvier 1843 - Paris), Colonel du 3e régiment d'artillerie, colonel (10 juillet 1806), général de brigade (9 juillet 1809), Baron de l'Empire (5 octobre 1808), commandant l'École d'Artillerie de La Fère (1809-1814, 1815), député du département de l'Aisne (25 février 1824 - 1827), Légionnaire (25 mars 1804), puis Officier (14 mai 1807), puis Commandant de la Légion d'honneur (5 août 1814), Chevalier (27 juin 1814), puis Commandeur de l’ordre royal et militaire de Saint-Louis (11 mars 1815), De pourpre, au château d'or, flanqué de deux tours du même, maçonné, ouvert et ajouré de sable, la tour à dextre sommée d'un mât d'or portant un pavillon de sinople, chargé des lettres N L G (Napoléon Le Grand) d'or ; au canton des Barons militaires de l'Empire brochant., |
|        | François Charles Absolut de la Gastine (6 janvier 1751 - Ham ✝ 26 février 1814- La Villeneuve-en-Chevrie), chef de brigade (colonel 8 novembre 1794), directeur des fortifications (1801), Baron de la Gastine et de l'Empire (lettres patentes du 24 juin 1808), Chevalier de Saint-Louis (« Décoration militaire », le 28 janvier 1791), légionnaire (11 décembre 1803), Officier (14 juin 1804), Commandeur de la Légion d'honneur (8 mars 1807), Coupé : au I, d’or chargé à dextre d’un canton d’azur à une tour d’or, ouverte et maçonnées de sable, et à senestre au franc-quartier des Barons militaires de l'Empire ; au II, de gueules à une croix pattée d’or accompagnée en chef de deux molettes d’argent et en pointe d’un croissant de même. |
|        | Guillaume François d'Aigremont (1er avril 1770 - Paris ✝ 7 janvier 1827 - Paris), colonel du 13e cuirassiers, (13 février 1809), général de brigade (10 avril 1813), Chevalier de l'Empire (13 janvier 1811), Baron de l'Empire (25 mai 1811), Légionnaire (14 juin 1804), puis Officier de la Légion d'honneur (8 juillet 1809) Chevalier de l’ordre royal et militaire de Saint-Louis (26 août 1814), D'or, au pal de gueules, adextré d'un rocher de six coupeaux de sable, mouv. de la pointe, surmonté d'une étoile d'azur, et senestrés d'un plastron d'azur doublé de sable, enfilé d'un sabre de gueules, en pal, la pointe en haut ; au canton des Barons militaires de l'Empire brochant., |
|        | Joseph Jean-Baptiste Albert (28 août 1771 - Guillestre ✝ 7 septembre 1822 - Offenbach, Bavière), général de brigade (12 janvier 1807), général de division (21 novembre 1812), Baron de l'Empire (14 avril 1810), Légionnaire (5 avril 1804), puis, Officier (14 juin 1804), puis Commandeur (31 mai 1809), puis, Grand officier de la Légion d'honneur (10 août 1813), Chevalier de l'ordre de la Couronne de Fer (24 août 1809), Chevalier de l'ordre royal et militaire de Saint-Louis (8 juillet 1814), Coupé : au 1, parti de sable, à une bombe allumée, cantonnée de quatre étoiles, le tout d'or et du quartier des Barons militaires de l'Empire ; au 2, de gueules, à deux faux d'or, passées en sautoir, les fers affrontés et une gerbe d'or, brochant sur les faux., |
|        | Louis Alméras (15 mars 1768 - Vienne (Isère) ✝ 7 janvier 1828 - Bordeaux), général de brigade (à titre provisoire le 25 mars 1800, confirmé le 14 décembre 1801), général de brigade), général de division (16 octobre 1812), baron de l'Empire (lettres patentes du 25 septembre 1810), Légionnaire (11 décembre 1803), puis Commandeur (14 juin 1804), puis Grand officier de la Légion d'honneur (17 août 1822), Commandeur de l’ordre royal et militaire de Saint-Louis (23 mai 1825), Écartelé : au 1, de sable, à la tour d'argent, ouverte et ajourée du champ; au 2 du quartier des Barons militaires de l'Empire ; au 3, d'azur, au lion d'or; au 4, de sinople, à la bande d'argent., |
|        | Alexandre d'Alton (20 avril 1776 - Brive ✝ 20 mars 1859 - Versailles), colonel (21 décembre 1805), général de brigade (21 mars 1809), lieutenant général (13 avril 1815, annulé par l'ordonnance du 1er août 1815, il redevient maréchal de camp), lieutenant général (25 avril 1821), baron Dalton et de l'Empire (15 mars 1809, lettres patentes du 15 octobre 1810), 1er comte d'Alton (1815), Légionnaire (15 pluviôse an XII : 5 février 1804), puis Officier (25 prairial an XII : 14 juin 1804), puis Grand officier de la Légion d'honneur (29 avril 1833), Chevalier (8 juillet 1814), puis Commandeur de l’ordre royal et militaire de Saint-Louis (26 octobre 1826), Coupé : au 1, parti de sinople, à une plante de lis au naturel, terrassée d'or, fleurie de deux pièces d'argent, l'une en haut et l'autre à senestre et du quartier des Barons militaires de l'Empire ; au 2, d'azur, au lion d'argent, tenant de sa patte dextre un rameau d'olivier de sinople, et accompagné de cinq étoiles d'argent, quatre dans les cantons de l'écu et la cinquième en pointe. |

### Am à At
| Figure | Nom du baron et blasonnement |
| ------ | --- |
|        | Auguste Jean Ameil (6 janvier 1775 - Paris ✝ 16 septembre 1822 - Paris), général de brigade (27 novembre 1812), général de division (juillet 1815), Baron de l'Empire (9 mars 1810), Légionnaire (14 juin 1804), puis Officier (13 août 1809), puis Commandant de la Légion d'honneur (29 juillet 1814), Chevalier de l’ordre royal et militaire de Saint-Louis (8 juillet 1814), Chevalier des ordres de Saint-Hubert de Bavière et de l'Épée de Suède, Écartelé : au 1, d'azur, à une harpe d'or; au 2 du quartier des Barons militaires de l'Empire ; au 3, de gueules, au centaure Sagittaire d'argent, la tête contournée, décochant une flèche vers senestre; au 4, de sinople, à un sauvage d'or, tenant une massue du même, posée sur son épaule., |
|        | François Pierre Amey (2 octobre 1768 - Sélestat ✝ 16 novembre 1850 - Strasbourg), général de brigade (28 novembre 1793), général de division (19 novembre 1812), Baron de l'Empire (19 mars 1808, lettres patentes du 11 juin 1810), Légionnaire (11 décembre 1803), puis Commandant (14 juin 1804), puis Grand officier de la Légion d'honneur (10 août 1813), Chevalier de l’ordre royal et militaire de Saint-Louis (8 juillet 1814), Coupé : au 1, parti d'argent, à la tour sommée d'une tourelle de sable et du quartier des Barons militaires de l'Empire ; au 2, d'azur, à trois têtes de léopard d'or., |
|        | Victor Antoine Andréossy (9 août 1747 - Ventenac d'Aude ✝ 14 novembre 1819 - Antibes), général de brigade (à titre provisoire le 25 juillet 1799, confirmé le 19 octobre 1799), Baron de l'Empire (mai 1808), Légionnaire (11 décembre 1803), puis Commandant de la Légion d'honneur (14 juin 1804), Chevalier de l’ordre royal et militaire de Saint-Louis (20 février 1791), D'or, à deux palmiers arrachés de sinople, posés en chevron, les cimes entrelacées, acc. en chef d'une étoile d'azur, au canton des Barons militaires de l'Empire brochant., |
|        | Jean Baptiste Arnaud (24 mars 1754 - Carcassonne ✝ 19 avril 1828 - Montargis), colonel du 58e de Ligne (22 octobre 1804), général de brigade (13 septembre 1808), Baron de l'Empire (28 mai 1809), Légionnaire (14 juin 1804), puis Officier de la Légion d'honneur (21 janvier 1808), Chevalier de l’ordre royal et militaire de Saint-Louis (11 novembre 1815), Écartelé : au 1, de sable, à deux étoiles accostées d'or ; au 2 du quartier des Barons militaires de l'Empire ; 3, d'azur, au casque de profil d'or, panaché d'argent ; au 4, d'or, au lévrier rampant de sable, colleté d'argent., |

### Au à Az
| Figure | Nom du baron et blasonnement |
| ------ | --- |
|        | Alexandre Charles Joseph Aubrée (3 novembre 1767 - Rennes ✝ 26 juin 1815 - Bataille du Mont-Saint-Jean), colonel du 11e de ligne, Baron de l'Empire (15 août 1809, lettres patentes du 27 avril 1810), Chevalier de la Légion d'honneur (25 prairial an XII), de l'ordre de la Couronne de Fer (6 septembre 1811), et de Saint-Louis (8 juillet 1814), D'argent à un léopard lionné de gueules, armé d'une épée de même et accompagné de trois étoiles aussi de gueules ; à une bordure componée d'or et de sable ; au franc-quartier des barons militaires. |
|        | Claude Charles Aubry (25 octobre 1773 - Bourg-en-Bresse ✝ 8 novembre 1813 - Bataille de Leipzig, général de brigade (7 juin 1809), général de division (21 novembre 1812), Baron de l'Empire (lettres patentes du 14 avril 1810) puis Comte de l'Empire (28 septembre 1813), Légionnaire (11 décembre 1803), puis Officier (14 juin 1804), puis Commandant de la Légion d'honneur (18 juin 1812), - - Armes de Baron de l'Empire : Coupé : au 1er, parti à dextre, d'argent à une épée en bande de sable, la pointe en haut, accostée de deux têtes de Maure du même, et à senestre, des Barons militaires de l'Empire ; au 2e, de sable à un pont de trois arches d'or soutenu d'une rivière d'argent et sommé d'un lion naissant d'or., - Armes de Comte de l'Empire : Coupé : au I, parti du quartiers des Comtes militaires de l'Empire et d’argent à une épée en bande de sable la pointe en haute, accostée de deux têtes de Maure du même, au deuxième, à un pont de trois arches d’or soutenu d’une rivière d’argent et sommé d’un lion naissant d’or. |
|        | Joseph-Emmanuel Aubry (2 juillet 1772 - Mirecourt ✝ 18 août 1812 - Bataille de Polotsk), colonel du 19e de ligne, baron de l'Empire (4 janvier 1811), Officier de la Légion d'honneur (23 juillet 1809), Coupé : au 1er, parti d'azur à trois têtes de mamelucks d'or, posées de profil, 2 et 1, et des barons militaires ; au 2e, d'argent, à un château flanqué de deux tours crénelées de sable. |
|        | Joseph Gabriel Aubry Darencey (20 août 1749 - Vitry-le-François ✝ 22 septembre 1835 - Vitry-le-François), général de brigade (10 juillet 1806), général de division (21 juin 1810), Chevalier de l'Empire (9 mai 1811), puis Baron de l'Empire (23 octobre 1811), Légionnaire (11 décembre 1803), puis Officier de la Légion d'honneur (14 juin 1804), Chevalier de l’ordre royal et militaire de Saint-Louis (4 mai 1791), Chevalier de l'ordre de la Couronne de Fer (15 août 1807), D'azur, à trois épées d'argent, posées en pals, rangées en fasce, surmontées chacune d'un croissant du même ; au canton des Barons militaires de l'Empire brochant., |
|        | Jean-Pierre Augereau (28 septembre 1772 - Paris ✝ 25 septembre 1836 à Paris), général de brigade (8 mai 1804), lieutenant général (à titre honoraire le 27 janvier 1815, confirmé le 1er juillet 1815), Baron de l'Empire (13 août 1811), Légionnaire (5 février 1804), puis Commandant de la Légion d'honneur (14 juin 1804), Chevalier de l’ordre royal et militaire de Saint-Louis (24 août 1814), D'azur à un lion rampant d'or ; au franc-quartier des Barons militaires., |
|        | Pierre Aulard (6 octobre 1763 - Fanjeaux ✝ 18 juin 1815 - Bataille de Waterloo), colonel (16 mai 1809), général de brigade (15 mars 1814), Baron de l'Empire (11 juin 1811), Officier de la Légion d'honneur (10 août 1809), Chevalier de l’ordre royal et militaire de Saint-Louis (16 janvier 1815), Coupé : au 1er, parti à dextre d'argent, fascé d'azur de six pièces, à six étoiles de l'un en l'autre, mises en bande, et à senestre des Barons militaires ; au 2e, de sable à un lion d'or, tenant de la patte senestre un drapeau et de la dextre une épée, le tout d'argent., |
|        | Nicolas Grégoire Aulmont de Verrières 5 août 1746 - Paris ✝ 10 novembre 1831 - Paris), général de brigade (à titre provisoire le 30 octobre 1793, redevient chef de brigade le 25 mars 1795, de nouveau général de brigade à titre provisoire le 22 septembre 1798, confirmé le 9 août 1799), Chevalier de l'Empire (9 janvier 1810), Baron de l'Empire (1er mars 1812, lettres patentes du 1er mai 1812), Commandant de la Légion d'honneur (14 juin 1804), Chevalier de l’ordre royal et militaire de Saint-Louis (avril 1790), - - Armes des Aulmont de Verrières sous l'Ancien Régime : De sable, à un mont ou rocher isolé d'or, au chef d'azur, soutenu d'une divise d'argent, et chargé d'un soleil d'or. - Armes de chevalier de l'Empire : Tiercé en fasce : d'azur à l'étoile d'or ; de gueules au signe des chevaliers légionnaires ; et d'argent au rocher de six coupeaux de sable. - Armes de baron de l'Empire : D'argent à un rocher de six coupeaux de sable mouvant de la pointe, au comble d'azur chargé d'une étoile d'or ; au franc-quartier des Barons militaires., |
|        | Pierre Gabriel Aussenac (30 mars 1764 - Carcassonne † 27 février 1833 - Auch), colonel (16 septembre 1804), général de brigade (6 août 1811), Officier de la Légion d'honneur (14 juin 1804), Chevalier de l’ordre royal et militaire de Saint-Louis (7 mars 1815), Baron de l'Empire (15 août 1810, lettres patentes du 13 mars 1812), Parti de gueules et d'azur à une bande d'or, accompagnée de deux étoiles du même, une en chef, une en pointe ; au franc-quartier des Barons militaires de l'Empire.'', |
|        | Pierre d'Autancourt (28 février 1771 - Montigny-sous-Marle ✝ 1er janvier 1832 - Nevers), Chef d'escadron (26 germinal an XII : 16 avril 1804), Général de brigade (20 novembre 1813), Chevalier de l'Empire (lettres patentes du 20 août 1808), Baron de l'Empire (lettres patentes du 26 avril 1810), Légionnaire (décret impérial du 26 prairial an XII : 14 juin 1804), puis Officier (décret impérial du 8 germinal an XIII, puis, Commandant de la Légion d'honneur (décret impérial du 27 février 1814), décoré de l’ordre militaire Virtuti Militari de Pologne (ou du Grand Duché de Varsovie, par décret du 26 novembre 1810), - - Armes de chevalier de l'Empire : Tiercé en fasce : de sable à une tour d'argent crénelée de trois pièces, ouverte et maçonnée de gueules; de gueules au signe des chevaliers légionnaires ; et d'azur au cheval galopant d'or., - Armes de baron de l'Empire : Écartelé : au 1er, de sable à la tour d'argent crénelée de trois pièces, ouverte et maçonnée de gueules ; au 2e, du quartier des Barons militaires, au 3e, d'azur au cheval galopant d'or; au 4e, d'or à deux lances polonaises de sable en sautoir, au pennon coupé d'argent et de gueules, cantonnées en chef et en flanc de trois molettes de sable, et en pointe d'un fer à cheval d'azur clouté du champ., |
|        | Jacques Philippe Avice (27 novembre 1759 - Paris ✝ Paris le 26 octobre 1835 - Paris), colonel (24 octobre 1803), général de brigade (6 août 1811), Baron de l'Empire (12 novembre 1809), Légionnaire (11 décembre 1803), puis Officier (14 juin 1804), puis Commandant de la Légion d'honneur (23 août 1814), Chevalier de l’ordre royal et militaire de Saint-Louis (20 août 1814), Écartelé : au 1, d'or, à un casque taré de face de sable sommé d'une aigrette de gueules; au 2, du quartier des Barons militaires de l'Empire ; au 3, d'argent, au dextrochère au naturel, rebrassé de sinople, armé d'une épée haute en pal de gueules, au 4, d'azur, à la licorne effrayée d'or, au comble d'or chargé d'un vol ouvert de sable., |
|        | François Charles d'Avrange d'Haugéranville (6 octobre 1782 - Versailles ✝ 27 août 1827 - Paris), colonel du 6e cuirassiers (25 juin 1807), général de brigade (27 février 1813), baron de l'Empire (décret du 19 mars 1808 et lettres patentes du 10 septembre 1808 (Palais de Saint-Cloud)), grand officier de la Légion d'honneur (1814), Écartelé : le premier d'azur au chevron d'or accompagné de trois pommes de même, deux en chef, une en pointe ; au deuxième des Barons militaires ; au troisième de gueules à la cuirasse d'argent surmontée d'un casque de même, au quatrième d'azur aux deux épées d'or en sautoir, accompagnées de trois étoiles d'argent et d'un soleil d'or en chef (alias de Berthier)., |
|        | Antoine Sylvain Avy (25 mai 1776 - Cressier (Suisse) ✝ 13 janvier 1814 - Merksem (Belgique), tué à l'ennemi), adjudant-commandant (17 juillet 1808), général de brigade (19 mai 1811), Baron de l'Empire (lettres patentes du 9 janvier 1810), Légionnaire de l'ordre de la Légion d'honneur (11 juillet 1807), Chevalier de l'ordre du mérite militaire de Charles-Frédéric de Bade, Coupé : au 1, parti d'argent, à la tour de sable et du quartier des Barons militaires de l'Empire ; au 2, d'azur, au lion léopardé d'or. Sur le tout fascé d'or et de gueules., |
|        | Antoine Aymard (13 octobre 1773 - Lézignan-Corbières ✝ 20 avril 1861 - Paris), colonel (23 février 1807), général de brigade (12 avril 1813), lieutenant général (30 septembre 1832), Baron de l'Empire (20 juillet 1808), Légionnaire (26 prairial an XII), puis Officier (1807), puis Commandant (8 décembre 1808), puis Grand-officier, puis Grand-croix de la Légion d'honneur (14 octobre 1841), Légionnaire de l'ordre de la Légion d'honneur (13 août 1814), Commandant de l'ordre royal d'Espagne, pair de France (30 septembre 1834), Fuselé d'or et d'azur, à la bordure componnée de sable, et d'argent au franc-quartier des Barons militaires de l'Empire brochant., |
|        | Charles Jean Louis Aymé (28 janvier 1770 - Melle (Deux-Sèvres) ✝ 27 juin 1852), adjudant-commandant (4 janvier 1805), général de brigade (Royaume de Naples, le 8 novembre 1809, avec effet rétroactif au 27 juillet 1809), général de division (Royaume de Naples, le 17 janvier 1810), maréchal de camp (21 février 1816), lieutenant général (3 juin 1818), Baron de l'Empire (15 janvier 1809), Légionnaire (14 juin 1804), puis Officier (14 mai 1807), Chevalier de l’ordre royal et militaire de Saint-Louis (19 août 1818), Écartelé : au 1, d'or, à la sirène de carnation, tenant un miroir d'argent ; au 2, du quartier des Barons militaires de l'Empire ; au 3, de gueules, à trois tours ruinées d'argent; au 4, d'or, à la haie de sinople, brochant sur un mai du même et sommée de trois moineaux de sable, chacun tenant en son bec une violette au naturel., |
|        | Jean-Jacques d'Azémar (10 juillet 1757 - La Voulte ✝ 31 janvier 1816), soldat (18 mars 1778), caporal le (1er octobre 1778), sergent, le (1er novembre 1778), sergent-major (1er avril 1785), sous-lieutenant (12 janvier 1792), adjudant-major (4 mai 1792), aide de camp (4 juin 1793), adjudant-général chef de bataillon (28 octobre 1793), adjudant-général chef de brigade (25 prairial an III), Baron de l'Empire (15 juin 1812), Chevalier de la Légion d'honneur (11 décembre 1803), puis Commandant de la Légion d'honneur (14 juin 1804) D'argent, à trois bandes de gueules ; au comble d'azur, chargé d'un croissant d'argent, entre deux étoiles d'or ; franc-quartier des Barons tirés de l'armée, brochant au neuvième de l'écu, et pour livrées : blanc, rouge, bleu, jaune. |

## B

### Ba à Bd
| Figure | Nom du baron et blasonnement |
| ------ | --- |
|        | Gilbert Désiré Joseph Bachelu (9 février 1777 - Dole † 16 juin 1849 - Paris, du choléra), général de brigade (5 juin 1809), général de division (26 juin 1813), Baron de l'Empire (29 août 1810), Légionnaire (19 frimaire an XII : 11 décembre 1803), puis de Officier (25 prairial an XII : 14 juin 1804), Commandeur de la Légion d'honneur (18 octobre 1830), Chevalier de l'ordre royal et militaire de Saint-Louis (13 août 1814), Écartelé : au 1, contre-écartelé denché d'argent et de gueules ; au 2 du quartier des Barons militaires ; au 3, parti : a. d'argent au chevron de gueules, acc. de trois mains appaumées du même ; b. de gueules à trois feuilles de chêne d'argent ; au 4, coupé : a. écartelé d'argent et de gueules; b. fascé d'or et d'azur, de quatre pièces., |
|        | Louis Albert Guislain Bacler d'Albe (21 octobre 1761 - Saint-Pol-sur-Ternoise † 12 septembre 1824 - Sèvres), adjudant-commandant (5 juillet 1807), général de brigade (24 octobre 1813), Chevalier de l'Empire (17 mars 1808), Baron de l'Empire (31 décembre 1809), Légionnaire (10 septembre 1806), puis de Officier de la Légion d'honneur (10 avril 1813), Chevalier de l'ordre royal et militaire de Saint-Louis (19 juillet 1814), directeur du Dépôt de la Guerre (2 mars 1814 - 10 juillet 1815), Écartelé : aux 1 et 4, d'azur, au chevron d'argent, acc. de trois trèfles du même ; au 2, du quartier des barons militaires de l'Empire ; au 3, de sable, au globe terrestre d'or, sommé d'un compas ouvert d'argent, les pointes en bas., |
|        | Louis Paul Baille (1er juillet 1768 - Brignoles † 2 octobre 1821 - Paris), colonel (27 décembre 1805), général de brigade (6 août 1811), Baron de Saint-Pol et de l'Empire (décret du 19 mars 1808, lettres patentes du 7 juin 1809 (Bayonne)) Commandant de la Légion d'honneur (17 janvier 1815), De sinople, à la pyramide conique d'argent, bâsée et ajourée de sable, au comble crénélé de même, chargé de trois étoiles d'or, quartier de barons sortis de l'armée brochant sur le tout. |
|        | Jean-Pierre Baillod (20 août 1771 - Songieu † 1er mars 1853 - Valognes), adjudant-commandant (4 mars 1807), général de brigade (6 août 1811), lieutenant général honoraire (1er novembre 1826), Baron de l'Empire (décret du 19 mars 1808, lettres patentes du 23 mai 1809 (Ebersberg)), Légionnaire (25 prairial an XII), puis Officier (11 juillet 1807), puis Commandant de la Légion d'honneur (23 avril 1809), Chevalier de l'ordre royal et militaire de Saint-Louis (31 janvier 1815), Chevalier de l'ordre de la Couronne de Fer (septembre 1813), Écartelé : aux 1 et 4, d'azur, à la bande d'or ; au 2, du quartier des Barons militaires de l'Empire ; au 3, d'argent, au lion de gueules, accompagné au canton dextre du chef d'une étoile de sable., |
|        | François Gédéon Bailly de Monthion (27 janvier 1776 - Saint-Denis de La Réunion † 7 septembre 1850 - Paris), général de brigade (22 mai 1808), général de division (4 décembre 1812), Baron de l'Empire (décret du 19 mars 1808, lettres patentes du 28 janvier 1809 (Paris)) puis Comte Bailly de Monthion et de l'Empire (décret du 15 août 1809, lettres patentes du 31 décembre 1809 (Paris)), Légionnaire (25 prairial an XII), puis Officier (26 décembre 1805), puis Commandant (11 juillet 1807), puis Grand officier (4 novembre 1813), puis Grand-croix de la Légion d'honneur (19 avril 1843), Chevalier de l'ordre royal et militaire de Saint-Louis (1814), Chevalier de l'ordre militaire de Maximilien-Joseph de Bavière (1806), Grand-croix de l'ordre de Hesse (1810), Commandeur de l'ordre Militaire du Wurtemberg (1810), Pair de France (3 octobre 1837), Coupé : le premier parti d'azur au lion rampant d'or tenant entre ses pattes une palme de même, accompagné de deux étoiles, posées en barre, d'argent et de gueules au signe des barons tirés de l'armée ; le deuxième d'or au chevron de gueules, accompagné en chef d'une clef de moulin d'azur entre deux croissants de gueules et en pointe d'une fouine d'azur., |
|        | Basile Guy Marie Victor Baltus de Pouilly (2 janvier 1766 - Metz † 13 janvier 1845 - Brie-Comte-Robert), Colonel du 1er régiment d'artillerie à cheval (9 mars 1806), général de brigade (14 mars 1811), lieutenant général honoraire (31 octobre 1827), Baron de l'Empire (décret du 19 mars 1808, lettres patentes du 28 janvier 1809 (Paris)), Légionnaire (25 prairial an XII), puis Officier (26 décembre 1805), puis Commandant de la Légion d'honneur (11 juillet 1807), Chevalier de l'ordre royal et militaire de Saint-Louis (juillet 1814), Chevalier des ordres de Saint-Henri de Saxe et de l'Épée de Suède, Écartelé : au 1, d'azur, à deux têtes d'or affrontées et tortillées d'argent ; au 2, du quartier des Barons militaires de l'Empire ; au 3, de gueules, à une dent d'argent ; au 4, d'azur, à un baudrier (balteus) d'or, en barre., |
|        | Jean Barangé (né en 1769), sous-lieutenant (3 messidor an VII), capitaine au 2e carabiniers, baron de l'empire (lettres patentes du 22 octobre 1810), donataire en Hanovre (15 août 1809), D'or à un écusson d'azur chargé d'un chevron d'argent, accompagné en pointe d'une grenade du même ; au franc-quartier des barons militaires. |
|        | Joseph Barbanègre (22 août 1772 - Pontacq ✝ 7 novembre 1830 - Paris), colonel (29 août 1805), général de brigade (21 mars 1809), Baron de l'Empire (décret du 19 mars 1808, lettres patentes du 20 août 1809 (Quartier général impérial de Schönbrunn)), Officier (25 prairial an XII), puis Commandant de la Légion d'honneur (25 décembre 1805), Chevalier de l'ordre royal et militaire de Saint-Louis (20 août 1814), D'azur au dextrochène armé d'or tenant trois bannières d'argent ; au canton des Barons militaires de l'Empire brochant., |
|        | Jean-François Thérèse Barbier (3 décembre 1754 † 6 mai 1825), chef de brigade au 2e hussards (15 mai 1793), général de brigade (7 octobre 1806), Baron de l'Empire (17 mars 1808), Légionnaire (11 septembre 1803), puis Officier (26 prairial an XII : 14 juin 1804), puis Commandant de la Légion d'honneur (25 décembre 1805), De sinople, au sabre d'argent, garni d'or, en pal, acc. en chef de deux molettes d'argent, à la fasce du même, brochant sur le tout, ch. d'une quartefeuille de gueules, renfermée dans une macle accompagnée à dextre et à senestre de deux chevrons du même ; au canton des Barons militaires de l'Empire brochant., |
|        | Martial Bardet (22 mai 1764 - la Maison-Rouge, Peyrilhac † 3 mai 1837 - la Maison-Rouge, Peyrilhac), général de brigade (12 mars 1807), général de division (3 mars 1814), Baron de Maison Rouge et de l'Empire (6 septembre 1811), Légionnaire (11 décembre 1803), puis Officier (26 prairial an XII : 14 juin 1804), puis Commandant de la Légion d'honneur (25 décembre 1805), Chevalier de l'ordre royal et militaire de Saint-Louis (19 juillet 1814), D'azur, à une barre de gueules, chargée de trois flanchis d'argent et accompagnée en pointe d'un lion contourné d'or, lampassé de gueules ; au canton des Barons militaires de l'Empire brochant., |
|        | Jean Léonard Barrié (28 février 1762 - Saint-Béat † 15 février 1848), général de brigade (lettres patentes du 27 novembre 1810), Baron de l'Empire (lettres patentes du 27 novembre 1808), Commandant de la Légion d'honneur (22 novembre 1808), Chevalier de l'ordre royal et militaire de Saint-Louis (26 octobre 1814), Écartelé : au 1, d'azur, à un fort d'argent, maçonné de sable, soutenu d'une terrasse du second ; au 2 du quartier des barons militaires de l'Empire ; au 3, parti d'argent et d'or, au sauvage de carnation, ceint et couronné de lierre, brochant sur le parti, la main dextre étendue sur l'argent et armé d'une massue d'or; au 4, d'azur, à l'étoile d'or., |
|        | Pierre Barrois (30 octobre 1774 - Ligny-en-Barrois † 19 octobre 1860 - Villiers-sur-Orge), Général de division, Baron (24 février 1809) puis comte de l'Empire (lettres patentes du 21 février 1814), Grand officier puis Grand-croix de la Légion d'honneur (30 avril 1836), - - Armes de baron de l'Empire : Ecartelé : au premier d'azur au casque grillé, taré de profil d'argent ayant pour cimier un lion naissant d'or, au deuxième des barons tirés de l'armée ; au troisième de gueules au chevron d'or accompagné en cœur d'une étoile d'argent ; au quatrième d'azur au vol ouvert d'argent. - Armes de comte de l'Empire : Ecartelé : au 1er, des comtes militaires ; au 2e, d'azur à un casque grillé et taré de profil d'argent ayant pour cimier un lion naissant d'or ; au 3e, de gueules à un chevron d'or, accompagné de trois étoiles d'argent ; au 4e, d'azur à trois besants d'argent.. Voir : Armorial des comtes militaires de l'Empire (A-K) |
|        | Nicolas Martin Barthélemy (7 mars 1765 - Guessling-Hémering † 25 avril 1835), général de brigade (4 avril 1807), Baron de l'Empire (décret du 19 mars 1808, lettres patentes du 5 octobre 1808 (Palais d'Erfurt)), Officier (26 prairial an XII : 14 juin 1804), puis Commandant de la Légion d'honneur (12 janvier 1807), Chevalier de l'ordre royal et militaire de Saint-Louis (19 juillet 1814), D'azur, à la fasce d'argent, ch. d'un crocodile contourné de sable, soutenue d'une pyramide d'argent, maçonnée de sable, et surmontée à dextre d'un bouclier, brochant sur deux étendards en sautoir d'or, et chargé d'une étoile de sable ; au canton des Barons militaires de l'Empire brochant., D'azur, à la fasce d'argent, chargée d'un crocodile couronné de sable, soutenue d'une pyramide d'argent, maçonnée de sable et surmontée à dextre d'un bouclier avec deux étendards en sautoir d'or, chargé d'une étoile de sable ; quartier des barons militaires. |
|        | Louis François Richard Barthélémy de Saizieu (31 janvier 1773 - Tunis † 27 mars Paris), capitaine de vaisseau (1809), colonel-commandant le bataillon des marins de la Garde impériale, contre-amiral (1831), commandeur de la Légion d'honneur (1831), Ecartelé : au 1er, d'azur à un rocher de six coupeaux d'or accompagné de trois étoiles d'argent, 2 et 1 ; au 2e, des barons militaires ; au 3e, de gueules à une ancre a jas d'argent ; au 4e, d'azur à une tour donjonnée de trois tourelles d'argent, ouverte, ajourée et maçonnée de sable. |
|        | Jean Étienne Bartier de Saint-Hilaire (7 mars 1769 - Aspet † 19 février 1839 - Huos), adjudant-commandant (22 février 1800), général de brigade (10 juillet 1812), Officier de la Légion d'honneur (27 juillet 1809), Chevalier de l'ordre royal et militaire de Saint-Louis, Chevalier de l'ordre de la Couronne de Fer (1809), Baron de l'Empire (décret du 15 août 1809, lettres patentes du 4 juin 1810 (Saint-Cloud), confirmé dans le titre de baron héréditaire par lettres patentes du 1er juin 1816), donataire sur Rome (15 août 1809), Maire de Huos, Écartelé : au premier d'azur à l'ancre à quatre becs d'or, surmontée d'un soleil rayonnant du même ; au deuxième des barons tirés de l'armée ; au troisième d'argent au lion de gueules surmonté de trois étoiles en fasce d'azur ; au quatrième d'azur à trois barres d'or., Livrées ; bleu, jaune, rouge, blanc. |
|        | Auguste-Nicolas Bataille (10 septembre 1778 - Paris † 27 février 1864 - Paris), chef d'escadron, aide de camp du vice-roi d'Italie, maréchal de camp et chambellan du roi de Bavière, baron Bataille de Tancarville et de l'Empire (décret du 15 août 1809, lettres patentes du 25 mars 1810 (Compiègne)), donataire sur Rome (15 août 1809), officier de la Légion d'honneur, chevalier de Saint-Louis, Ecartelé au premier d'azur à la pile de boulets d'argent surmontée d'un cheval galopant d'or ; au deuxième des barons tirés de l'armée ; au troisième d'or à trois pointes ondées de gueules mouvant du bas de l'écu ; au quatrième d'or à la croix de sinople : Livrées : bleu, rouge, jaune, blanc. |
|        | François-André Baudin (2 décembre 1774 - Strasbourg † 18 juin 1842), lieutenant de vaisseau (28 septembre 1800), capitaine de frégate (24 septembre 1803), capitaine de vaisseau (19 septembre 1805), contre-amiral (31 mars 1808), Baron de l'Empire (16 décembre 1810), Légionnaire (26 prairial an XII : 14 juin 1804), puis Officier (11 juillet 1814), puis Commandeur (5 juillet 1820), puis Grand officier de la Légion d'honneur (29 octobre 1826), Chevalier (29 juillet 1814), puis Commandeur de l'ordre royal et militaire de Saint-Louis (20 août 1823), Écartelé : au 1, d'azur plein ; au 2 du quartier des Barons militaires de l'Empire ; au 3, de gueules, à une proue de vaisseau d'or, surmontée de deux étoiles du même ; au 4, d'or plein., |
|        | Ignace Baudinot (31 juillet 1776 - Sélestat † 27 décembre 1840 - Sélestat), colonel, baron de l'Empire, Membre de la Légion d'honneur (14 mars 1806), Officier (14 mai 1807), puis Commandant de la Légion d'honneur (19 septembre 1812), Coupé : au 1er, parti à dextre d'or à un cheval cabré de sable et à senestre des barons militaires ; au 2e, d'azur à un sphinx mouvant du flanc senestre, duquel sort aussi un fleuve en fasce d'argent, le tout soutenu d'une champagne de sinople sommée à dextre d'un palmier du même et chargée d'un crocodile passant d'or. |
|        | Pierre François Bauduin (25 janvier 1768 - Liancourt † 18 juin 1815- bataille de Waterloo), colonel du 93e régiment de ligne (2 juillet 1809), général de brigade (9 mars 1813), baron de l'Empire (15 août 1809, lettres patentes du 22 octobre 1810), Légionnaire (25 prairial an XII), puis Officier (13 août 1809), puis Commandeur de la Légion d'honneur (26 août 1812), Chevalier de Saint-Louis (11 septembre 1814), Coupé : au 1er, parti à dextre de sable à un lion rampant d'argent, armé et lampassé de gueules et à senestre des barons militaires ; au 2e, d'azur à un cheval libre lancé d'or, accompagné de trois étoiles du même, 2. 1, foulant aux pieds deux lances brisées d'argent, adextré de trois lances du même à banderoles de gueules, mouvant du flanc en barre sur lesquelles il se précipite. |
|        | Jean-Claude Baussain (25 novembre 1771 - Velesmes-Échevanne † tué le 27 février 1811 à la défense de Ronda (Espagne)), capitaine au 3e régiment d'infanterie de ligne, colonel du 43e de ligne, baron de l'Empire (décret du 19 mars 1808, lettres patentes du 27 juillet 1808 (Toulouse)), Légionnaire (18 thermidor an XII), puis Officier (25 août 1808), Coupé : au premier, parti d'azur à la gerbe d'or, et de gueules au signe des barons militaires ; au second d'argent au chevron de sable accompagné en chef de deux pommes de grenade de gueules feuillées de même, et en pointe d'un lion rampant d'azur, armé et lampassé de gueules., Et pour livrées : brun-capucine, bleu-céleste, et jaune. |
|        | Thérèse "Simon-Pierre" Baussain (28 octobre 1788 - Velesmes-Échevanne † 19 avril 1812 - tué à Alhora - Espagne), frère cadet du précédent, sous-lieutenant au 43e de ligne, Baron de l'Empire (lettres patentes du 27 décembre 1811), Chevalier de la Légion d'honneur, Coupé : au premier, parti d'azur à la gerbe d'or, et de gueules au signe des barons militaires ; au second d'argent au chevron de sable accompagné en chef de deux pommes de grenade de gueules feuillées de même, et en pointe d'un lion rampant d'azur, armé et lampassé de gueules. |
|        | Étienne Bazelle (né le 19 décembre 1768 - Faisselle (Lot)), capitaine au 72e de ligne, baron de l'Empire (lettres patentes du 21 novembre 1810), donataire sur Rome (15 août 1809) et sur Bayreuth (31 décembre 1809), Chevalier de la Légion d'honneur (5 août 1804), D'or à un chêne terrassé au naturel senestré d'une colombe d'azur posée sur la terrasse ; au franc-quartier des barons militaires. |

### Be à Bn
| Figure | Nom du baron et blasonnement |
| ------ | --- |
|        | Jean-Pierre Béchaud (17 février 1770 - Belfort † tué le 27 février 1814 - Bataille d'Orthez), colonel du 66e de ligne (8 décembre 1808), général de brigade (28 janvier 1813), Baron de l'Empire (lettres patentes du 6 juin 1811), Légionnaire (25 prairial an XII), puis, Officier de la Légion d'honneur (21 août 1810), Parti : au 1, d'argent, à un ormeau, le tronc accolé d'une plante de houblon et d'une vigne, le tout de sinople; au 2, d'azur, au bananier d'or, fruité de gueules ; au canton des Barons militaires de l'Empire brochant., |
|        | Louis Samuel Béchet de Léocour (6 novembre 1771 - Sedan † 1er janvier 1845), chef d'escadron (23 mars 1803), Général de brigade (19 février 1814), lieutenant général honoraire (23 mai 1825), 1er Baron de Léocour et de l'Empire (mai 1808), Légionnaire (16 août 1804), puis Officier (18 février 1808), puis Commandeur de la Légion d'honneur (25 avril 1838), Chevalier de l'ordre royal et militaire de Saint-Louis (1er novembre 1814), Coupé de sable au chef, parti d'or à une main senestrée de gueules tenant des plantes des champs de sinople, et de gueules au signe des barons sortis de l'armée, sur le sable un bélier d'argent en rencontre surmonté d'une étoile de même., |
|        | Jacques Begougne de Juniac (26 novembre 1762 - Limoges † 6 avril 1841), colonel du 1er hussards (28 octobre 1806), maréchal de camp honoraire (première Restauration), baron de l'Empire (décret du 19 mars 1808, lettres patentes de 10 février 1809 (Paris), Légionnaire (26 frimaire an XII), puis Officier de la Légion d'honneur (7 janvier 1807), Chevalier de l'ordre de la Couronne de fer (8 octobre 1808), de l'ordre militaire de Maximilien-Joseph de Bavière (14 juillet 1810), de Saint-Louis (1814), Ecartelé au premier et quatrième d'azur à la tour crénelée d'or surmontée d'une cigogne d'argent, au deuxième des barons tirés de l'armée, au troisième de gueules aux trois trèfles d'argent deux et un. |
|        | Jacques Nicolas Bellavène (20 octobre 1770 - Verdun (Meuse) † 8 février 1826 - Milly-la-Forêt), général de division (4 octobre 1807), directeur des études à l'École spéciale militaire de Saint-Cyr, Chevalier de l'Empire (30 octobre 1810) puis Baron de l'Empire (25 mars 1813), Légionnaire (19 frimaire an XII), puis Commandant de la Légion d'honneur (25 prairial an XII), Chevalier de l'ordre royal et militaire de Saint-Louis (8 juillet 1814), Coupé : au 1, parti d'argent, à trois étoiles d'azur et du quartier des Barons militaires de l'Empire ; au 2, d'azur, au chevron d'or, acc. en pointe d'une cuirasse d'argent, frangée de gueules., Ou, Écartelé : au 1, d'or à trois étoiles d'azur 1 et 2 ; au 2, des Barons militaires de l'Empire ; au 3, d'azur à la cuirasse en fasce d'argent, au 4, d'argent à la lampe antique soutenue d'un cippe, le tout de sable, la lampe allumée de gueules. |
|        | César Alexandre de Belle (27 novembre 1770 - Voreppe (Isère) † 19 juillet 1826 - Milly-la-Forêt), général de brigade (12 pluviôse an XIII), baron de Belle de Gachetière et de l'Empire (décret du 19 mars 1808, lettres patentes du 5 octobre 1808 (Palais d'Erfurt), Légionnaire (19 frimaire an XII), puis Officier (25 prairial an XII), puis Commandeur de la Légion d'honneur (11 juillet 1807), D'azur ; au lion d'argent rampant, à la bande de gueules chargée de trois vases d'or fleuris de même brochant sur le tout, quartier des barons militaires. |
|        | Pierre Belon Lapisse (25 novembre 1762 - Lyon ✝ 30 juillet 1809 - Olalla, général de division (30 décembre 1806), 1er baron baron de Sainte-Hélène et de l'Empire (décret du 19 mars 1808, lettres patentes du 26 octobre 1808 (Paris)), Légionnaire (19 frimaire an XII), puis, Commandant de la Légion d'honneur (25 prairial an XII), Chevalier de l'ordre de la Couronne de Fer, Ecartelé, au premier d'azur au tétraèdre d'argent, accompagné de trois molettes d'éperon de même deux et une; au deuxième des barons militaires; au troisième de gueules au château d'argent maçonné et ajouré de sable, ayant une de ses tours en ruine, au quatrième d'or à trois têtes de more, tortillées d'argent deux et une. |
|        | Sigismond-Frédéric de Berckheim (9 mai 1775 - Ribeauvillé † 28 décembre 1819 - Paris), général de brigade (12 juillet 1809), général de division (3 septembre 1813), baron Berckheim et de l'Empire (décret du 19 mars 1808, lettres patentes du 9 mars 1810 (Paris)), Légionnaire (6 août 1805), puis Officier (11 juillet 1809), puis Commandant de la Légion d'honneur (14 mai 1813), Chevalier de l'ordre royal et militaire de Saint-Louis (1er novembre 1814), D'or à la croix de gueules ; franc quartier des barons tirés de l'armée., |
|        | Simon Bernard (28 avril 1779 - Dole (Jura) † 5 novembre 1839 - Paris), major du génie (3 août 1811), colonel et aide de camp de l'Empereur (21 janvier 1813), général de brigade (23 mars 1814), lieutenant général (15 octobre 1831), chevalier de l'Empire (10 janvier 1812), baron de l'Empire (22 mars 1814), Légionnaire (25 prairial an XII), puis, Officier (24 octobre 1813), puis, Commandeur (26 mai 1832), puis, Grand officier (18 février 1836), puis, Grand-croix de la Légion d'honneur (9 mars 1839), chevalier de Saint-Louis (20 août 1814), D'azur, à un tertre sommé d'une alouette, le tout d'argent posé en abîme, surmonté en chef d'une étoile de même, accostée à dextre d'une épée en pal et à senestre d'un compas ouvert, les pointes basses, et soutenu d'un casque taré de profil, le tout d'or, au franc-quartier des Barons tirés de l'armée. |
|        | Gabriel Gaspard Achille Adolphe Bernon de Montélégier (6 janvier 1780 - Romans-sur-Isère ✝ 2 novembre 1825 - Bastia), colonel de dragons, général de brigade (30 mai 1813), lieutenant-général (première Restauration), baron de l'Empire (décret du 15 août 1809, lettres patentes du 31 décembre 1809 (Paris)), commandant de la Légion d'honneur (8 janvier 1814), chevalier de l'ordre du mérite militaire de Bavière (1813), chevalier de Saint-Louis (8 juillet 1814) Parti le premier d'azur au chevron d'or accompagné de trois roses d'argent au comble de gueules, chargé de trois étoiles d'or en fasce. Le second coupé, au premier des barons tirés de l'armée, au second d'azur au lion grimpant d'or, armé et lampassé de gueules. |
|        | Jean-Baptiste Berruyer (16 mai 1771 - Lyon ✝ vers 1808), chef de brigade commandant le 21e régiment de chasseurs à cheval (20 fructidor an XI-1808), baron de l'Empire (décret du 19 mars 1808, lettres patentes du 27 juillet 1808 (Toulouse)), Légionnaire (19 frimaire an XII), puis Officier de la Légion d'honneur (25 prairial an XII), Losangé d'or et d'azur ; franc quartier des barons militaires brochant sur le tout. |
|        | Pierre Berthezène (24 mars 1775 - Vendargues † 9 octobre 1847 - Vendargues), colonel (12 février 1807), général de brigade (6 août 1811), général de division (4 août 1813), Baron de l'Empire (décret du 19 mars 1808, lettres patentes du 2 juillet 1808, avec une dotation en Westphalie), Légionnaire (25 prairial an XII), puis, Officier (11 juillet 1807), puis, Commandeur (13 avril 1809), puis, Grand officier (29 octobre 1828), puis, Grand-croix de la Légion d'honneur (27 décembre 1830), Chevalier de l'ordre de la Couronne de Fer (2 mai 1813), Chevalier de Saint-Louis (19 juillet 1814), pair de France (11 octobre 1832), De sable au lion d'argent tenant une épée levée de la patte dextre et une rondache de la senestre, quartier des barons militaires brochant sur le tout., |
|        | Antoine Marc Augustin Bertoletti (28 août 1775 - Milan † 6 mars 1846 - Vienne (Autriche)), général de brigade (1807), baron de l'Empire (décret du 15 août 1810, lettres patentes du 30 juillet 1810 (Saint-Claud)), Ecartelé au premier et quatrième d'azur au pont d'une arche soutenu d'une rivière et sommé d'un oiseau, d'argent ; surmonté de trois étoiles en fasce à six rais d'or ; au deuxième des barons tirés de l'armée ; au troisième de gueules plein. |
|        | Antoine Joseph Bertrand (15 février 1767 - Vireux (Ardennes) ✝ 18 mai 1835 - Bertrange (Moselle)), Général de brigade (28 octobre 1808), Baron de l'Empire (décret du 19 mars 1808, lettres patentes du 3 mai 1809 (Ebersberg)), Officier (25 prairial an XII), puis, Commandant de la Légion d'honneur (8 août 1809), Écartelé : au premier d'azur au chien d'arrêt d'or, soutenu du même, au deuxième des barons tirés de l'armée ; au troisième de gueules au sabre d'or et à la plume d'argent, croisés en sautoir ; au quatrième d'azur à la fourmilière d'or, semé de fourmis de sable., |
|        | Louis-Amable-Jean-Baptiste Bertrand (né le 6 juin 1763 à Rouen, Seine-Inférieure), colonel du 106e de ligne, Baron de l'Empire (décret du 15 août 1809, lettres patentes du 14 juin 1810 (Saint-Cloud)), Coupé, au premier parti à dextre d'azur à trois grenades d'or ; à senestre des barons tirés de l'armée ; au deuxième de sinople au braque arrêté d'argent moucheté de sable ; pour livrées ; bleu, jaune, blanc, verd ; le verd en bordure seulement. |
|        | Louis Bertrand de Sivray (23 août 1766 - Le Luc (Var) ✝ 3 juillet 1850 - Le Luc (Var)), général de brigade (9 juin 1809), baron de l'Empire (décret du 15 août 1809, lettres patentes du 9 septembre 1810 (Saint-Cloud)), Légionnaire (19 frimaire an XII), puis, Officier de la Légion d'honneur (25 prairial an XII), Coupé au premier parti à dextre d'or à la bande d'azur ; à senestre des barons tirés de l'armée, au deuxième d'azur au casque taré de fasce d'or, panaché de cinq plumes d'argent et accompagné de deux étoiles du même, une à dextre, une à senestre. |
|        | Bertrand Bessières (6 janvier 1773 - Prayssac (Lot) ✝ 15 novembre 1854 - Chantilly (Oise)), général de brigade (3 nivôse an XIV), général de division (décret impérial du 31 juillet 1811, refusant ce grade, l'annulation eut lieu le 30 novembre suivant), lieutenant-général (15 avril 1821), Baron de l'Empire (lettres patentes du 16 décembre 1810), Légionnaire (19 frimaire an XII), puis, Officier (25 prairial an XII), puis, Commandeur de la Légion d'honneur (28 novembre 1813), chevalier de Saint-Louis (26 octobre 1814), Ecartelé : au I, d'or, au lion de gueules ; au II, du franc-quartier des Barons militaires de l'Empire ; au III, d'azur, à une tête de cheval d'or ; au IV, d'or, à un lévrier rampant de sable., |
|        | Georges Emmanuel Beuret (14 juin 1772 - Larivière ✝ 22 octobre 1828), colonel (8 janvier 1809), général de brigade (25 novembre 1813), lieutenant général honoraire (31 octobre 1827), baron de l'Empire (15 août 1810, lettres patentes du 23 octobre 1811) puis vicomte (26 novembre 1817), Commandant de la Légion d'honneur (25 novembre 1813), Chevalier de Saint-Louis (27 novembre 1814), D'azur à un dextrochère d'or tenant une épée d'argent, accostée de deux molettes du second ; au canton des barons militaires brochant. |
|        | Frédéric Auguste de Beurmann (17 septembre 1777 - Nancy ✝ 13 avril 1815 - Metz), Général de brigade (6 août 1811), Baron de l'Empire (30 octobre 1808, lettres patentes du 27 novembre 1808), Officier (25 prairial an XII), puis, Commandant de la Légion d'honneur (2 septembre 1812), Chevalier de l'ordre du Mérite militaire (1814 : première Restauration), Écartelé : au premier d'or au casque grillé, taré de profil, de sable, clouté d'argent ; au deuxième des barons militaires ; au troisième d'azur au cheval gai galopant d'argent ; au quatrième d'argent, à la tente d'azur ouverte et terrassée de sable, surmontée d'une étoile de sinople et entourée de deux branches de laurier au naturel croisées en sautoir par la tige., |
|        | Jean Ernest de Beurmann (25 octobre 1775 - Strasbourg ✝ 10 octobre 1850 - Toulon), général de brigade (23 octobre 1810), Officier, puis, Commandant (1807), puis, Grand officier de la Légion d'honneur (24 décembre 1837), Chevalier de l'ordre du Mérite militaire (29 août 1814 : première Restauration), Écartelé : au 1, d'or, au casque fermé de sable, taré de profil ; au 2, du quartier des barons militaires de l'Empire ; au 3, d'azur, au cheval galopant d'argent ; au 4, d'argent, à deux étoiles d'azur accostées de deux branches de laurier de sinople, ployées en rond, les pieds croisés,. |
|        | Pierre Marie de Bicquilley (6 novembre 1771 - Toul ✝ tué le 27 janvier 1809 - Bataille de Villafranca del Bierzo (Espagne)), Colonel du 7e régiment d'artillerie à pied (6 brumaire an XII : 20 octobre 1803), Chef d'état-major de l'artillerie du 6e corps de l'armée d'Espagne (7 septembre 1808 - 15 novembre 1808), Général de brigade (14 novembre 1808), Commandant de l'artillerie du 6e corps de l'armée d'Espagne (15 novembre 1808 - 27 janvier 1809), Baron de l'Empire (28 octobre 1808), Légionnaire (19 frimaire an XII), puis, Officier (25 prairial an XII), puis, Commandant de la Légion d'honneur (11 juillet 1807), Écartelé : au 1, d'azur, à la pyramide alésée d'or, maçonnée de sable ; au 2, du quartier des Barons-Militaires ; au 3, d'or, à la fasce de gueules, acc. de quinze billettes couchées de même, 5 et 4 en chef, 3, 2 et 1 en pointe (armes anciennes) ; au 4, d'azur, à deux étoiles d'or en chef, et une rose d'argent en pointe. (Séroux)., |
|        | Auguste Julien Bigarré (1er janvier 1775 - Belle-Île-en-Mer ✝ 14 mai 1838 - Rennes), major (6 février 1805), colonel (Royaume de Naples, 3 février 1807), général de brigade (Royaume de Naples, 9 juin 1808 ; Royaume d'Espagne, 19 juillet 1808), lieutenant général (Royaume d'Espagne, 24 juin 1813), général de brigade (Premier Empire, 19 septembre 1813), général de division (à titre provisoire le 17 mars 1814), lieutenant général (23 mars 1814), Représentant de l'Ille-et-Vilaine (2 mai 1815 - 21 juillet 1815), Baron de l'Empire (1810), Comte de l'Empire (10 avril 1815, annulé le 1er août 1815), Officier (Premier Empire), puis, Commandant (Première Restauration), puis, Grand officier de la Légion d'honneur (1835), Chevalier de l'ordre royal et militaire de Saint-Louis (Première Restauration), Commandeur de l'ordre royal des Deux-Siciles, Écartelé : au 1, de sinople, au lion d'or ; au 2 du quartier des Barons militaires de l'Empire ; au 3, d'or, à l'ancre de sable; au 4, d'azur, au navire voguant sur une mer et acc. en chef à dextre d'une étoile, le tout d'argent., |
|        | Pierre Joseph Billard (28 décembre 1772 - Paris ✝ 28 avril 1855), Colonel du 21e de ligne, baron Billard et de l'Empire (décret du 15 août 1809, lettres patentes du 31 janvier 1810 (Paris)), Écartelé : au premier d'azur à l'étoile d'argent au deuxième de sable à trois fasces d'or ; au troisième de gueules au dextrochère, mouvant du chef d'or, tenant une lance du même, posée en barre ; au quatrième de sinople au lion d'argent, armé et lampassé d'or ; franc quartier des barons tirés de l'armée. |
|        | Pierre-Louis Binet (14 novembre 1765 - Croix-Chapeau ✝ 19 décembre 1854 - Paris), général de brigade (11 fructidor an XI), général de division (6 août 1811), baron de Marcognet et de l'Empire (décret du 19 mars 1808, lettres patentes du 26 octobre 1808 (Paris)), Légionnaire (19 frimaire an XII), puis Officier (25 prairial an XII), puis Grand officier de la Légion d'honneur (27 décembre 1814), chevalier de Saint-Louis (8 juillet 1814), Coupé d'or et de gueules; l'or chargé à dextre de trois croix croisettées au pied fiché d'azur; quartier des barons militaires. |
|        | Amable Guy Blancard (18 août 1774 - Loriol (Dauphiné) ✝ 4 avril 1853 - Paris), Colonel du 2e carabiniers (23 janvier 1807), général de brigade (28 septembre 1813), lieutenant-général (31 décembre 1835), baron Blancard et de l'Empire (décret du 19 mars 1808, lettres patentes du 17 mai 1810 (Gand)), Légionnaire (de droit le 1er vendémiaire an XII), puis Officier (25 prairial an XII), puis commandeur de la Légion d'honneur (16 novembre 1832), chevalier de Saint-Louis (29 juillet 1814), Coupé, au premier parti à dextre d'or, au sabre en pal de gueules, monté d'argent, accompagné à dextre et à sénestre d'une molette de sable ; à sénestre des barons tirés de l'armée ; au deuxième d'azur au dextrochère d'argent armé, tenant un étendart du même monté et frangé d'or. |
|        | Marie Pierre Isidore de Blanmont (23 février 1770 - Gisors ✝ 8 décembre 1846 - Gisors), colonel (28 mars 1808), général de brigade (6 août 1811), baron baron de Blanmont et de l'Empire (décret du 15 août 1809, lettres patentes du 29 septembre 1809 (Quartier général impérial de Schönbrunn)), Commandeur de la Légion d'honneur, D'azur, au chevron d'argent, accompagné en chef de deux merlettes affrontées et en pointe d'une étoile, le tout d'or : franc quartier des barons tirés de l'armée., |
|        | Ange François Blein (20 novembre 1767 - Bourg-lès-Valence ✝ 2 juillet 1845 - Paris), ingénieur des ponts et chaussées (1er janvier 1789), colonel (26 décembre 1805), général de brigade (22 juillet 1813), baron Blein et de l'Empire (décret du 19 mars 1808, lettres patentes du 2 août 1808 (Bordeaux)), Légionnaire (25 prairial an XII), puis Officier (5 juillet 1807), puis Commandant (3 avril 1814), puis Grand officier de la Légion d'honneur (29 avril 1837), Chevalier de l'ordre du mérite militaire du Wurtemberg, Chevalier de Saint-Louis (8 juillet 1814), Écartelé : au premier d'or à la cuirasse d'azur ; au deuxième de gueules au signe des barons militaires ; au troisième de gueules au bélier ou baliste d'argent; au quatrième d'or à la tour de sable., |

### Bo à Bz
| Figure | Nom du baron et blasonnement |
| ------ | --- |
|        | Pierre Bodelin (20 novembre 1767 - Bourg-lès-Valence ✝ 2 juillet 1845 - Paris), chef de bataillon les grenadiers à pied de la Garde impériale (28 octobre 1806), major avec rang de colonel aux fusiliers-grenadiers de la Garde (6 juillet 1809), général de brigade (13 avril 1813), chevalier de l'Empire (20 août 1808), baron Bodelin et de l'Empire (décret du 15 mars 1810, lettres patentes du 11 juin 1810 (Saint-Cloud)), Légionnaire (25 prairial an XII), puis Officier (16 novembre 1808), Écartelé : au premier d'or, à la cuirasse de sable traversée en pal d'une massue du même, sommée d'un casque aussi de sable ; au deuxième des barons tirés de l'armée ; au troisième de sable à la levrette la tête contournée d'or, tenant de la dextre une épée en pal d'argent et la senestre appuyée sur un bouclier d'argent chargé en abyme d'une étoile d'azur ; au quatrième, d'azur à la pyramide d'argent maçonnée de sable. |
|        | André Barthélémy Boissonnet (24 août 1765 - Annonay ✝ 26 mai 1839 - Sézanne), Colonel-major du Génie de la Garde Impériale (1812), Chef d'état-major des troupes du Génie à l'armée de Mein (1813), Maréchal de camp honoraire (1824), Officier de la Légion d'honneur (1804), Chevalier de l'Empire (20 août 1809), Baron de l'Empire (15 septembre 1813, avec une dotation en Westphalie, titre confirmé en 1865), Chevalier de Saint-Louis (1814), - - Armes de chevalier de l'Empire : Tiercé en fasce : au I, parti d'argent, à une armure antique de sable et de sinople, à un rouleau déployé d'argent, sur lequel est dessiné un pentagone « au naturel » ; au II de gueules à l'insigne des chevaliers légionnaires ; au III, d'azur, à trois étoiles d'argent posées en fasce, acc. en chef d'un croissant du même. - Armes de baron de l'Empire : Écartelé : au 1, d'argent, à une armure de sable ; au 2, d'or plein ; au 3, de sinople, à un rouleau déployé d'argent, sur lequel est dessiné un polygone de sable (en forme de deux triangles vidés, entrelacés en forme d'étoile à six rais) ; au 4, d'azur, à trois étoiles d'argent, accompagnés en chef d'un croissant du même ; au canton des Barons militaires brochant.                                                                       |
|        | Guillaume Boivin de la Martinière (10 janvier 1745 - Vire ✝ 7 juillet 1820 - Rully (Calvados)), général de brigade (12 prairial an XIII), baron Boivin de la Martinière et de l'Empire (décret du 19 mars 1808, lettres patentes du 20 août 1809 (Quartier général impérial de Schönbrunn)), Légionnaire (4 frimaire an XII), puis Officier (25 prairial an XII), puis Commandant de la Légion d'honneur (3 mars 1807), chevalier de Saint-Louis (11 juillet 1790), D'azur à la fasce d'or accompagnée de trois croisettes du même, franc quartier des barons tirés de l'armée., |
|        | Henri-Antoine Bon de Lignim (14 février 1777 - Rochecorbon ✝ 23 janvier 1856), chef de bataillon d'artillerie, Colonel-major d'artillerie de la Garde Impériale, Colonel d'un régiment de la garde royale avec rang de maréchal de camp (15 janvier 1823), chevalier Bon de Lignim et de l'Empire (lettres patentes du 30 octobre 1810), puis, baron Bon de Lignim et de l'Empire (lettres patentes du 21 février 1814), Légionnaire (5 août 1804), puis, Officier (28 juin 1807), puis, Commandant de la Légion d'honneur (1er mai 1821), Chevalier de l'ordre royal et militaire de Saint-Louis (20 août 1814), - - Armes du chevalier Bon de Lignim et de l'Empire : D'argent à trois têtes de léopards de sable 1 et 2 accompagnées en pointe d'une tour donjonnée d'azur, ouverte du champ, maçonnée de sable ; à la bordure de gueules chargée du signe des chevaliers légionnaires. - Armes du baron Bon de Lignim et de l'Empire : D'argent à la tour crénelée de sable de trois pièces, ouverte du champ, surmontée de trois têtes de léopards de sable, 1 et 2 ; au franc-quartier des Barons militaires., |
|        | Pierre Bonnemains (13 septembre 1773 - Tréauville ✝ 9 novembre 1850 - Le Mesnil-Garnier), colonel (20 septembre 1806), général de brigade (6 août 1811), lieutenant général (3 juillet 1815), redevient maréchal de camp (1er août 1815), lieutenant général (22 juin 1823), 1er baron Bonnemains et de l'Empire (décret du 19 mars 1808, lettres patentes de mai 1808 (Bayonne)), puis 1er Vicomte (17 août 1822, lettres patentes du 5 février 1823), Officier (1808), puis, Commandeur, puis, Grand officier de la Légion d'honneur (30 octobre [1829]), chevalier de l'ordre de la Couronne de fer, Commandeur de l'ordre royal et militaire de Saint-Louis (24 juillet 1823), pair de France (14 août 1815), De sinople, à la cotice d'or chargée de trois étoiles d'azur, adextrée d'un lion couché d'or soutenu de deux sabres d'argent à poignée d'or renversés et croisés en sautoir, franc quartier de baron sorti de l'armée, bordure de gueules., |
|        | Michel Louis Joseph Bonté (27 juillet 1766 - Coutances (Manche) ✝ 6 mars 1836 - Paris), Général de brigade (6 août 1811), Lieutenant général honoraire (ordonnance royale du 13 août 1826), baron Bonté et de l'Empire (décret du 19 mars 1808, lettres patentes du 18 mars 1809 (Paris)), Légionnaire (19 frimaire an XII), puis, Officier (25 prairial an XII), puis, Commandeur de la Légion d'honneur (1er mai 1821), Chevalier de l'ordre de la Couronne de fer, Chevalier de l'ordre royal et militaire de Saint-Louis (14 novembre 1814), Écartelé : le premier d'azur, aux quatre drapeaux d'or croisés en sautoir : le deuxième des barons tirés de l'armée ; le troisième de sable au pélican et sa piété d'argent. Le quatrième d'azur au chevron d'or, accompagné de trois quinte feuilles d'argent., |
|        | Edme Étienne Borne Desfourneaux (22 avril 1767 - Vézelay (Yonne) ✝ 22 février 1849 - Paris), colonel (8 février 1793), général de brigade (14 mai 1793), général en chef (14 mai 1793 - 7 août 1794), général de division (11 décembre 1794), Député du département de l'Yonne au Corps législatif (4 mai 1811), Représentant à la Chambre des Cent-Jours (Joigny (département de l'Yonne), 13 mai 1815), Chevalier de l'Empire (1er septembre 1808), Baron de l'Empire (12 avril 1813), Comte (1823), Commandeur (25 prairial an XII : 14 juin 1804), puis, Grand cordon de la Légion d'honneur (3 août 1814), Chevalier de l'ordre de la Couronne de fer, Chevalier de l'ordre royal et militaire de Saint-Louis (3 août 1814), - - Armes du Chevalier Borne des Fourneaux et de l'Empire : De sables à trois tours d'or, ouvertes et ajourées d'azur ; au flanc dextre de gueules chargé du signe des Chevaliers Légionnaires. - Armes du Baron Borne des Fourneaux et de l'Empire : Coupé : au I, parti de sable à trois tours d’or, ouvertes du champ et du quartier des barons militaires ; au II, d’azur à une ville fortifiée d’argent mouvante de senestre, soutenue de sinople et adextrée d’un guerrier armé à l’antique d’or, marchant l’épée à la main et en attitude de combat vers le flanc dextre. |
|        | Charles Luc Paulin Clément Borrelli (20 décembre 1771 - Villefort (Lozère) ✝ 22 septembre 1849 - Paris), général de brigade (11 septembre 1812), lieutenant général (6 juillet 1815), rétrogradé général de brigade (1er août 1815), réintégré lieutenant général (20 novembre 1831), 1er baron Borrelli et de l'Empire (28 avril 1813), 1er vicomte de Borrelli (Vicomte (20 janvier 1820), Grand officier de la Légion d'honneur (21 août 1828), Chevalier de l'ordre royal et militaire de Saint-Louis (29 juillet 1814), Pair de France (7 novembre 1839), Écartelé : au 1, d'azur, à un rocher d'argent, posé sur une terrasse de sinople et sommé d'une citadelle d'or ; au 2, du quartier des Barons militaires de l'Empire ; au 3, d'or, à trois griffes d'aigle de sable, et au chef de gueules ch. de trois étoiles d'argent; au 4, d'azur, à un cheval élancé d'argent. |
|        | Jean-Baptiste Joseph Noël Borrel (25 décembre 1755 - Toulouse ✝ 29 juin 1819 - Paris), adjudant-commandant chef de l'état-major de la place de Berlin, général de brigade (22 octobre 1808), baron Borrel et de l'Empire (décret du 19 mars 1808, lettres patentes du 29 juin 1808 (Bayonne)), Légionnaire (15 pluviôse an XII), puis, Officier de la Légion d'honneur (25 prairial an XII), chevalier de Saint-Louis (20 août 1814), De sinople; au mouton passant, la tête contournée d'argent, surmonté de trois étoiles d'or rangées en fasce et en chef, franc quartier des barons sortis de l'armée. |
|        | Hyacinthe Yves Philippe Florentin de Bougainville (26 décembre 1781 - Brest ✝ 18 octobre 1846 - Paris), lieutenant de vaisseau (1808), capitaine de corvette (12 mai 1809), capitaine de frégate (1811), capitaine de vaisseau (22 août 1821), contre-amiral (1er mai 1838), Baron de l'Empire (12 novembre 1811), Légionnaire (18 août 1814), puis, Officier (22 mai 1825), puis, Commandeur de la Légion d'honneur (26 avril 1831), Chevalier de l'ordre royal et militaire de Saint-Louis (17 août 1816), Coupé : au I, parti de sable au miroir d'or où se mire un serpent tortillé d'argent et du quartier des Barons militaires de l'Empire ; au II, d'azur, à une ancre d'or et deux épées du même passées en sautoir, brochant sur l'ancre, et un globe terrestre d'argent, brochant sur le tout. |
|        | Louis Loup Étienne Martin Bougault, Colonel du 7e de ligne, Baron de l'Empire (1814), D'azur à deux baïonnettes d'argent passées en sautoir, chargées d'une épée en pale d'or et surmontées chacune d'une étoile du second, au comble d'or chargé d'un lion passant de sable, au canton des Barons militaires de l'Empire brochant. |
|        | Charles Bouge (12 janvier 1763 - Toulon ✝ 25 mai 1826 - Callian (Var)), colonel au 61e régiment d'infanterie de ligne, baron Bouge et de l'Empire (décret du 19 mars 1808, lettres patentes du 28 janvier 1809 (Paris)), (Légionnaire (25 prairial an XII), puis Officier (7 juillet 1807), puis Commandant de la Légion d'honneur (15 octobre 1812), À la croix d'argent à quatre cantons égaux : le premier et le quatrième d'azur à la tour d'or ajourée de sable ; le deuxième des barons tirés de l'armée ; le troisième de gueules au faisceau à l'antique d'argent., |
|        | Jean-François Boulart (20 mai 1776 - Reims ✝ 20 octobre 1842 - Besançon), Chef de bataillon (10 juillet 1806), Chef d'escadron (26 septembre 1806), Major (28 juillet 1809), Colonel (29 mars 1813), Général de brigade (6 novembre 1813), Baron de l'Empire (15 mars 1810, lettres patentes du 23 mai 1810, confirmé dans son titre de baron le 3 août 1816), Légionnaire (25 prairial an XII), puis, Officier (14 mai 1807), puis, Commandant (14 septembre 1813), puis Grand-croix de la Légion d'honneur (24 septembre 1827), Chevalier de l'ordre royal et militaire de Saint-Louis (8 juillet 1814), Coupé : au I, parti d'azur, à un tube de canon d'or, en pal et du quartier des Barons militaires de l'Empire ; au II, d'or, au chevron d'azur, accompagné d'une étoile du même en pointe., |
|        | Jean Raymond Charles Bourke (12 août 1772 - Lorient (Morbihan) † 29 août 1847 - Ploemeur), Adjudant-commandant (25 fructidor an XIII : 12 septembre 1805), Général de brigade (23 juillet 1809), Général de division (7 novembre 1813), Pair de France (comte-pair le 9 octobre 1823, lettres patentes du 3 avril 1824), baron Bourke et de l'Empire (décret du 19 mars 1808, lettres patentes du 16 septembre 1808 (Palais de Saint-Cloud)), Comte Bourke (1821), Comte Bourke de Burgh (7 mars 1824), Légionnaire (4 germinal an XII), puis, Officier (25 prairial an XII), puis, Commandant (7 juillet 1807), puis, Grand officier (24 août 1823), puis, Grand-croix de la Légion d'honneur (29 octobre 1826), Chevalier (19 juillet 1814), puis, Commandeur de l'ordre royal et militaire de Saint-Louis (21 mai 1823), Chevalier de l'ordre militaire de Saint-Henri de Saxe (25 août 1813), Grand-croix de l'ordre royal de Saint-Ferdinand d'Espagne (4 novembre 1823), Chevalier de l'ordre de Saint-Alexandre Nevski (7 avril 1824), D'or ; à la croix de gueules, cantonnée en chef à dextre d'un lion rampant de sable, et à sénestre du quartier des baron militaires., |
|        | André Joseph Boussart (13 novembre 1758 - Binche (Hainaut) † 11 août 1813 - Bagnères-de-Bigorre), général de brigade (à titre provisoire le 23 septembre 1800), confirmé le 14 décembre 1801), général de division (16 mars 1812), baron Boussart et de l'Empire (décret du 19 mars 1808, lettres patentes du 10 février 1809 (Paris)), Commandant de la Légion d'honneur (14 juin 1804), chevalier de l'ordre de la Couronne de Fer, D'azur, au chevron d'argent, accompagné en chef à dextre d'une tête de cheval d'argent, bridée de sable, et en pointe d'un palmier d'or terrassé de même et fruité d'argent, quartier des barons tirés de l'armée., |
|        | Ignace François Bousson (20 octobre 1759 - Arbois (Jura) ✝ 29 août 1825), du 2e régiment de chasseurs à cheval en retraite, baron Bousson et de l'Empire (décret du 19 mars 1808, lettres patentes du 31 décembre 1809 (Paris)), Légionnaire (19 frimaire an XII), puis Officier (25 prairial an XII), puis Commandant de la Légion d'honneur (4 nivôse an XIV), Fascé d'or et de gueules de six pièces, l'or chargé de trois léopards l'un sur l'autre, tenant de la dextre une épée haute, le tout de sable ; franc quartier des barons tirés de l'armée. |
|        | Claude-Théodore Boutillier (8 janvier 1776 - Sablonnières ✝ 5 avril 1822 - Sablonnières), Capitaine au 105e de ligne, Baron de Holdenstadt et de l'Empire (2 novembre 1810), D'azur à l'épée d'argent, et deux baïonnettes du même passées en sautoir, brochant sur l'épée ; au franc-quartier de gueules à sénestre, une épée haute en pal d'argent qui est des barons militaires de l'Empire. L'écu coiffé d'une toque de velours noir retroussé de contre-vair, avec porte-aigrette d'argent surmontée de trois plumes blanches et accompagnées de deux lambrequins d'argent,. |
|        | Jean-Baptiste-Joseph Bouvier (9 avril 1770 - Vesoul ✝ tué le 18 novembre 1812 près de Krasnoë (Russie)), colonel au corps impérial du génie, baron Bouvier et de l'Empire (décret du 15 août 1809, lettres patentes du 14 avril 1810 (Compiègne)), Légionnaire (25 prairial an XII), puis Officier de la Légion d'honneur (6 août 1811), Écartelé : au premier d'or à la croix ancrée de gueules, au deuxième des barons tirés de l'armée ; au troisième d'azur à cinq étoiles d'argent en sautoir ; au quatrième d'or au drapeau en bande de gueules, monté d'argent. |
|        | Joseph Bouvier des Éclaz (3 décembre 1757 - Belley † 12 janvier 1830 - Belley), Colonel du 14e régiment de dragons (20 septembre 1806), Général de brigade (8 octobre 1810), baron Bouvier des Éclaz et de l'Empire (décret du 19 mars 1808, lettres patentes du 22 novembre 1808 (Paris)), Légionnaire (4 germinal an XII), puis, Officier (14 mai 1807), puis, Commandant de la Légion d'honneur (6 août 1811), Chevalier de l'ordre royal et militaire de Saint-Louis (19 juillet 1814), Chevalier de l'ordre de la Couronne de Fer (1811), Écartelé : au 1, de sinople, au dragon ailé d'argent, armé et lampassé de gueules, la queue nouée ; aux 2 du quartier des barons sortis de l'armée ; au 3, d'azur, au buffle passant d'or ; au 4, d'or, à trois chevrons d'azur, acc. en chef de deux grenades d'argent, allumées de gueules, et en pointe d'une molette aussi d'argent., Armes parlantes (Buffle/Bouvier (métier)). |
|        | Charles Joseph Boyé (11 février 1762 - Ehrenbreitstein (Électorat de Trèves) † 16 mai 1832 - Saint-Mihiel), général de brigade (à titre provisoire le 22 prairial an II (10 juin 1794), confirmé par arrêté du 25 prairial an III (13 juin 1795)), baron d'Abaumont et de l'Empire (décret impérial du 15 juin 1808, lettres patentes du 2 juillet 1808), Officier (19 frimaire an XII), puis, Commandant de la Légion d'honneur (25 prairial an XII), Chevalier de l'ordre royal et militaire de Saint-Louis (11 mars 1820), Écartelé : au I d'argent, au casque de hussard d'azur, à la crinière de sable ; au II, du quartier des barons militaires de l'Empire ; au III, d'azur à un pont de 3 arches accompagné de 3 étoiles rangées en chef, le tout d'argent et soutenu par une terrasse cousue de sable ; au IV, d'or à un cheval effaré de sable., |
|        | Louis Léger Boyeldieu (13 août 1774 - Monsures (Somme) † 17 août 1815 - Monsures (Somme), des suites de ses blessures reçues à Dresde), colonel (9 mars 1806), général de brigade (21 juillet 1811), général de division (7 septembre 1813), baron Boyeldieu et de l'Empire (décret du 19 mars 1808, lettres patentes du 20 juillet 1808 (Bayonne)), Légionnaire (25 prairial an XII), puis, Officier (14 mars 1806), puis, Commandant de la Légion d'honneur (11 juillet 1807), Chevalier de l'ordre royal et militaire de Saint-Louis (29 juillet 1814), Écartelé : le premier d'azur à la tour crénelée d'or surmontée d'un coq d'argent; le deuxième des barons militaires, le troisième de gueules, au pont de trois arches d'argent, le quatrième d'azur, au chameau posé d'or., |
|        | Joseph Boyer de Rebeval (20 avril 1768 - Vaucouleurs (Meuse) † 20 avril 1768 - Paris), général de brigade (5 juin 1809), général de division (20 novembre 1813), baron de Rebeval et de l'Empire (décret du 19 mars 1808, lettres patentes du 15 janvier 1809 (Valladolid)), Commandant de la Légion d'honneur (21 septembre 1809), Chevalier de l'ordre de la Couronne de fer, Coupé : au 1, parti de sable au lion rampant d'argent et de gueules au signe des barons militaires ; au 2, d'azur, aux trois bouées en forme de tonneaux couchés, avec leurs câbles pendants d'or (les trois bouées représentées sur le blason symbolisent le passage du Tagliamento, de L'Adige et du Tessin, en avant de Marengo)., |
|        | Antoine-Constant de Brancas (16 octobre 1764 - Paris ✝ 21 mai 1809 - bataille d'Essling), colonel du 11e cuirassiers, baron de Brancas et de l'Empire (décret du 19 mars 1808, lettres patentes du 15 janvier 1809 (Valladolid)), Légionnaire (4 germinal an XII), puis Officier de la Légion d'honneur (11 juillet 1807), D'azur : au pal d'argent, chargé de deux tours de gueules, ouvertes, ajourées, et maçonnées de sable et accosté de quatre pattes de lion d'or, dont deux mouvantes du flanc dextre posées en barre, et deux du flanc sénestre posées en bandes (de Brancas) ; quartier des barons militaires. |
|        | Michel Silvestre Brayer (31 décembre 1769 - Douai ✝ 28 novembre 1840 - Paris), colonel (27 décembre 1805), général de brigade (26 mars 1809), général de division (31 août 1813), baron Brayer et de l'Empire (décret du 19 mars 1808, lettres patentes du 9 mars 1810 (Paris)), puis, Comte Brayer et de l'Empire (2 juin 1815 : Cent-Jours), chambellan de l'Empereur et gouverneur du château de Versailles (Cent-Jours), Pair de France (2 juin 1815 (Cent-Jours), 11 octobre 1832), Légionnaire (4 germinal an XII), puis, Officier (24 mars 1807), puis, Commandant (13 novembre 1808), puis, Grand officier (20 mars 1831), puis, Grand-croix de la Légion d'honneur (18 février 1836), Chevalier de l'ordre royal et militaire de Saint-Louis (8 juillet 1814), Écartelé au premier de sable au chevron d'argent alaisé, accompagné de trois besans du même; au deuxième des barons tirés de l'armée; au troisième de pourpre au serpent en cercle se mordant la queue d'or, au quatrième d'azur à la faucille d'argent, le tout soutenu d'une champagne de gueules, chargée d'un pont de huit arches d'argent sommé d'un renard passant du même., |
|        | Joseph Breissand (2 avril 1770 - Sisteron † 2 décembre 1813 - à la suite de ses blessures reçues à Dantzig), Colonel du 35e régiment de ligne (23 frimaire an XII : 15 décembre 1803), Général de brigade (6 août 1811), Baron de l'Empire (lettres patentes du 15 août 1809), Officier (par décret du Premier Consul du 25 prairial an XII : 14 juin 1804), puis, Commandant de la Légion d'honneur (par décret impérial 26 juin 1813), Parti : au 1, d'azur, à une licorne assise d'argent; au 2, coupé du quartier des Barons militaires de l'Empire et d'argent, à deux branches en cercle, l'une à dextre d'olivier, l'autre à senestre de chêne, le tout de sinople., |
|        | Antoine François Brenier de Montmorand (12 novembre 1767 - Saint-Marcellin (Isère) ✝ 8 octobre 1832), général de brigade (à titre provisoire le 15 juin 1799, confirmé le 19 octobre 1799), général de division (26 mai 1811), Baron de l'Empire (12 février 1812), puis, Vicomte (17 août 1822), député de l'Isère (3 juillet 1830 - 1831), Officier (19 frimaire an XII), puis, Commandant (25 prairial an XII), puis, Grand officier de la Légion d'honneur (26 décembre 1813), Chevalier de l'ordre royal et militaire de Saint-Louis (19 juillet 1814), Coupé au premier parti à dextre d'azur au sautoir cousu de gueules, chargé de cinq coquilles d'argent, et cantonné de vingt étoiles du même, six en chef, six en pointe, quatre sur chaque flanc : à senestre des barons tirés de l'armée ; au deuxième d'argent à la forteresse en ruines de sable, ajourée, ouverte et enflammée de gueules adextrée d'un lion rampant de gueules, tenant de la dextre une épée du même. |
|        | Louis-Alexandre Briant (22 octobre 1759 - Saint-Germain-en-Laye ✝ 14 décembre 1812 - entre Kowno et Tilsitt), colonel du 23e dragons, baron Briant et de l'Empire (décret du 15 août 1809, lettres patentes du 11 juin 1810 (Saint-Cloud)), Légionnaire (19 frimaire an XII), puis Officier de la Légion d'honneur (25 prairial an XII), chevalier de l'ordre de la Couronne de Fer (décret du 18 août 1809), Écartelé ; au premier d'azur au lion d'or, surmonté d'un croissant d'argent, au deuxième des barons tirés de l'armée ; au troisième d'argent au chevron d'azur, accompagné en chef de deux molettes de sable et en pointe d'une cloche du même ; au quatrième d'azur au guidon d'argent, montée et frangée d'or chargée de la lettre N. de sable, entouré de laurier du même et fichée dans une terrasse de sinople. |
|        | André Louis Elisabeth Marie Briche (12 août 1772 - Neuilly-sous-Clermont (Oise) † 21 mai 1825 - Marseille), colonel (13 janvier 1806), général de brigade (17 décembre 1809), général de division (19 novembre 1813), baron de Briche et de l'Empire (décret du 19 mars 1808, lettres patentes du 15 octobre 1809 (Quartier général Impérial de Schönbrunn)), Vicomte (29 novembre 1815), Légionnaire (4 germinal an XII), puis, Commandant (20 mai 1811), puis, Grand officier (20 mars 1831), puis, Grand-croix de la Légion d'honneur (1er mai 1821), Chevalier (19 juillet 1814), puis, Commandeur de l'ordre royal et militaire de Saint-Louis (3 mai 1816), Chevalier de l'ordre royal du Mérite militaire de Wurtemberg (1813), Coupé le premier parti d'or à deux têtes de cheval de sable et de gueules, au signe des barons tirés de l'armée ; le deuxième d'azur à deux fasces d'argent superposées, chargées de deux chevrons superposés d'or, accompagnés de trois molettes aussi d'or., |
|        | Étienne Brouard (29 août 1763 - Vire (Calvados) † 23 avril 1833 - Paris), Général de brigade (12 pluviôse an XIII : 1er février 1805), Général de division (décret impérial du 19 mai 1815), redevient maréchal de camp (1er août 1815), Lieutenant général (19 novembre 1831), Baron de l'Empire (décret impérial du 19 mars 1808 et lettres patentes du 20 juillet 1808), Légionnaire (15 pluviôse an XII), puis, Officier de la Légion d'honneur (25 prairial an XII : 14 juin 1804), Chevalier de l'ordre royal et militaire de Saint-Louis (14 septembre 1814), D'azur : à l'œil d'argent en chef à dextre, au quartier des barons militaires à senestre, et à la redoute d'argent maçonnée de sable en pointe, et chargée d'un canon renversé de sable., Ses armoiries rappellent le biscaïen qui le frappa à la tempe droite, et le priva de la vue de ce côté, à la prise d’assaut d’une forte redoute, après le passage du Bugon et de la Narew, à Czarnowo, en Pologne. |
|        | Jean Pierre Joseph Bruguière (22 juin 1772 - Sommières ✝ 5 juin 1813 - Görlitz, Prusse), général de brigade (30 décembre 1806), général de division (14 juillet 1809), baron « Bruyère » et de l'Empire (décret du 19 mars 1808, lettres patentes du 2 août 1808 (Bordeaux)), Comte de l'Empire (23 août 1812, titre non-enregistré), Officier (11 juillet 1807), puis, Commandant de la Légion d'honneur (14 juin 1809), Au premier et quatrième fascé d'argent et de sinople de six pièces; au deuxième de gueules au signe des barons militaires; au troisième d'or à trois molettes d'éperon de gueules, deux et une., |
|        | Jean Antoine Brun (15 avril 1761 - Quaix-en-Chartreuse (Isère) † 4 septembre 1826 - Grenoble), Chef de brigade à la suite de la 12e légère (à titre provisoire le 26 pluviôse an VIII (15 février 1800), confirmé le 15 germinal an X : 5 avril 1802), Général de brigade (10 février 1807), Brun et de l'Empire (décret du 19 mars 1808, lettres patentes du 4 juin 1810 (Saint-Cloud)), Légionnaire (19 frimaire an XII), puis, Officier (25 prairial an XII : 14 juin 1804), puis, Commandant de la Légion d'honneur (4 nivôse an XIV : 25 décembre 1805), Chevalier de l'ordre royal et militaire de Saint-Louis (29 juillet 1814), D'azur, au palmier d'or, terrassé du même, et un lion passant d'argent, armé d'une épée du même, brochant sur le fût de l'arbre, un chef du second, ch. d'un croissant de gueules entre deux étoiles d'azur ; au canton des Barons militaires de l'Empire brochant. |
|        | Louis Bertrand Pierre Brun de Villeret (3 février 1773 - Le Malzieu (Lozère) † 11 février 1845 - Le Malzieu), Adjudant-commandant (14 juin 1812), Général de brigade (18 mai 1813), Lieutenant général (20 mars 1831), Député de la Lozère, Pair de France (11 septembre 1835), Chevalier Brun de Villeret et de l'Empire (lettres patentes du 21 décembre 1808), puis, Baron Brun de Villeret et de l'Empire (20 juin 1813, confirmé le 28 mars 1818), Légionnaire (1807), puis, Officier (1812), puis, Commandant (de l'ordre royal de la Légion d'honneur) (17 janvier 1815), puis, Grand officier de la Légion d'honneur (30 avril 1836), Chevalier de l'ordre militaire de Saint-Henri de Saxe (1808), Chevalier de l'ordre royal et militaire de Saint-Louis (1er novembre 1814), D'azur, à une tour d'argent, accompagnée en chef d'une étoile d'or et accostée de deux croissants du second ; au canton des Barons militaires de l'Empire brochant. |
|        | Vivant-Jean Brunet-Denon (9 mai 1778 - Givry (Saône-et-Loire) ✝ 13 juillet 1866 - Paris), Maréchal de camp honoraire (26 novembre 1814), Général de brigade titulaire (29 mai 1815), Maréchal de camp (confirmé le 24 septembre 1815 avec effet rétroactif au 1er juillet 1815), 1er Baron Brunet-Denon et de l'Empire (décret impérial du 20 mars 1809 et par lettres patentes du 31 décembre 1809), Légionnaire (décret du Premier Consul du 17 juillet 1804), puis, Officier (décret impérial du 19 juillet 1809), puis, Commandeur (décret du 19 juin 1845), puis, Grand officier de la Légion d'honneur (décret impérial du 6 août 1860), Chevalier de Saint-Louis (ordonnance royale du 26 octobre 1814), Chevalier de l’ordre royal des Deux-Siciles, Titulaire de la Médaille militaire de Sainte-Hélène (1857), D'or, à la fasce d'azur chargée de trois coquilles du champ, surmontée d'une étoile d'azur et accompagnée en pointe d'un cheval galopant de sable ; au canton des Barons militaires de l'Empire brochant,. |
|        | Pierre-Antoine Bruneteau de Sainte Suzanne (21 mars 1771 - Poivres † 3 janvier 1813 - Albeng (retraite de Russie)), 1er baron de Sainte-Suzanne et de l'Empire (décret du 15 août 1809, lettres patentes du 3 mai 1810 (Anvers)), D'azur au lion d'or surmonté d'une étoile d'argent flanqué de colonnes du même, franc quartier des barons tirés de l'armée. Pour livrées : bleu, rouge, jaune, blanc. |
|        | Jean-Chrysostôme Bruneteau de Sainte-Suzanne (4 mars 1773 - Poivres † 2 août 1830 - Clermont-Ferrand, en se suicidant d’un coup de pistolet à la tête), Colonel du régiment de l'Île-de-France (24 août 1805), Commandant militaire de l'Île Bonaparte (7 octobre 1809 - 8 juillet 1810), Colonel du 29e régiment d'infanterie légère le 14 mars 1811, maréchal de camp (6 septembre 1814), Général de brigade (décret impérial du 10 juin 1815), 2e baron de Sainte-Suzanne et de l'Empire (lettres patentes du 8 avril 1813), Légionnaire (décret impérial du 19 décembre 1811), puis, Officier (ordonnance du 4 décembre 1816), puis, Commandeur de la Légion d'honneur (ordonnance du 29 octobre 1826), Chevalier de l’ordre royal et militaire de Saint-Louis (26 octobre 1814), D’azur au lion d’or surmonté d’une étoile d’argent et flanqué de deux colonnes du même, au franc-quartier senestre des barons militaires de l’Empire de gueules chargé d’une épée haute d’argent. |
|        | Jean-Baptiste Bruny (19 novembre 1769 - Lyon ✝ 11 juin 1846), colonel du 62e de ligne, Baron Bruny et de l'Empire (décret du 15 août 1809, lettres patentes du 31 décembre 1809 (Paris)), Officier (décret impérial signé en 1809), puis, Commandant (décret impérial du 2 septembre 1812), puis, Grand officier de la Légion d'honneur (seconde Restauration), Chevalier (ordonnance du 20 août 1814), puis, Commandeur de l’ordre royal et militaire de Saint-Louis (ordonnance du 23 mai 1825), Chevalier de l'ordre de la Couronne de fer (1809), Commandeur de l’ordre des Deux-Siciles (1809), Coupé : le premier parti d'azur au croissant, les pointes à dextre d'argent ; et de gueules au signe des barons tirés de l'armée ; au deuxième d'argent à la barre d'azur, chargée de trois étoiles du champ, accompagnée à dextre d'une branche d'olivier de sinople et en pointe d'un coq contourné de sable, sénestré d'une lance, haute en pal du même, mouvant de la pointe., |
|        | Claude Joseph Buget (10 septembre 1770 - Bourg-en-Bresse ✝ 2 octobre 1839 - Perpignan), général de brigade, baron Buget et de l'Empire (décret du 19 mars 1808, lettres patentes du 26 octobre 1808 (Paris)), commandant de la Légion d'honneur, D'azur, à la main de carnation aîlée d'or tenant un sabre d'argent à poignée d'or et mouvant de dextre; quartier des barons militaires. |
|        | Charles-Joseph Buquet (4 juin 1776 - Charmes (Vosges) † 14 avril 1838 - Vandœuvre-lès-Nancy), Colonel du 75e de ligne (10 février 1807), colonel du 30e de ligne (14 octobre 1811), général de brigade (23 septembre 1812), baron Buquet et de l'Empire (décret du 19 mars 1808, lettres patentes du 11 août 1808 (Nantes)), Légionnaire (4 germinal an XII), puis Officier (11 juillet 1807), puis Commandant de la Légion d'honneur (29 juin 1813), D'argent; à la bande de sable chargée de trois annelets d'or, accompagnée en chef et en pointe d'un lion rampant de sable armé et lampassé de gueules; quartier des barons militaires. |
|        | Louis Léopold Buquet (5 mai 1768 - Charmes (Vosges) ✝ 25 avril 1835 - Montauville, Meurthe-et-Moselle), général de brigade (28 vendémiaire an XIII), 1er baron Buquet et de l'Empire (décret du 4 janvier 1811, lettres patentes du 30 juin 1811)), Légionnaire (15 pluviôse an XII), puis, Officier (25 prairial an XII), puis, Commandant de la Légion d'honneur (30 juin 1811), Chevalier de l’ordre royal et militaire de Saint-Louis (29 juillet 1814), Tiercé en fasce : au 1, d'hermine plein ; au 2, de sable, à une étoile d'or ; au 3, d'azur, à un cygne d'argent, nageant sur une rivière du même ; au franc-quartier des barons militaires. |
|        | André Burthe (8 décembre 1772 - Metz † 2 avril 1830 - Paris), colonel du 4e hussards (1er février 1805), général de brigade (30 décembre 1810), 1er baron d'Annelet et de l'Empire (décret du 19 mars 1808, lettres patentes du 5 octobre 1808 (Palais d'Erfurt)), Commandeur de la Légion d'honneur (janvier 1806), Écartelé : le premier d'azur au sauvage d'or (portant un carquois et s'appuyant sur un arc du même, posé sur le sol à senestre) ; le second des barons militaires ; le troisième de gueules aux six drapeaux en sautoir d'or posés en trophée ; le quatrième parti d'argent et d'azur, l'argent à la tête de cheval de sable surmontée d'un étoile d'azur, l'azur chargé d'une lyre d'or., |
|        | Jacques Butraud (13 juillet 1770 † 6 juin 1826), colonel du 3e régiment d'artillerie de marine (15 mars 1812), général de brigade (13 août 1813), Baron de l'Empire (9 octobre 1813), Ecartelé ; au premier d'azur, au luth en bande, d'or ; au deuxième des barons tirés de l'armée ; au troisième de gueules au tube de canon, en pal, d'argent ; au quatrième d'azur à trois boulets en pile, un et deux, d'or, soutenus du même. |